# ویدئوشناسی مایکل جکسون

تصویری از مایکل در موزیک ویدئوی «تریلر مایکل جکسون» که با عنوان «موفق‌ترین موزیک ویدئوی جهان در تمام دوران‌ها» در کتاب رکوردهای جهانی گینس ثبت شده‌است. این موزیک ویدئو جزئی از فرهنگ مردم جهان است. همچنین ژاکتی که مایکل در این موزیک ویدئو بر تن دارد، هم‌اکنون از پرفروش‌ترین و معروف‌ترین لباس‌های جهان است.

مایکل جکسون در طول دوران فعالیتش توانست سبک موزیک ویدئوها را تغییر دهد. آغاز این تغییر از سال ۱۹۸۳ بود که جکسون ۳ موزیک ویدئوی «بیلی جین»، «بزن به چاک» و «تریلر مایکل جکسون» را منتشر کرد. محبوبیت این ۳ موزیک ویدئو باعث شد که کلیپ‌های موسیقی از مجموعه‌ای از تصاویر با خوانندگان و سازهایشان، به روایتی داستانی و هنری، آن گونه که خود جکسون آن را «فیلم کوتاه» نام‌گذاری کرد، تغییر کند. او باعث تحول بنیادی ساختار موزیک ویدئو به یک ساختار هنری و ابزار تبلیغاتی به صورتی که امروز می‌بینیم شد و شبکهٔ تازه تأسیس ام‌تی‌وی را به شهرت رساند.
استیو هوآی از ال موزیک، این حقیقت را بررسی کرد که، جکسون موزیک ویدئوها را از طریق خطوط داستانی پیچیده، حرکات رقص، جلوه‌های ویژه و ایفای نقش‌های کوتاه توسط افراد مشهور، به یک فرم هنری و یک ابزار تبلیغاتی تبدیل نمود و هم‌زمان با آن تبعیضات نژادی را نیز فرو پاشید. طبق گفتهٔ کارگردان وینسنت پترسن، که در چند موزیک ویدئو با جکسون همکاری داشت، ایدهٔ بسیاری از موضوعات تیره و تار و سرد در کارهای او، از خود جکسون بوده‌است. قبل از موفقیت آلبوم دلهره‌آور، جکسون برای پخش شدن کارهایش توسط کانال ام‌تی‌وی به سختی تلاش می‌کرد، چون آمریکایی آفریقایی‌تبار بود. وقتی کلمبیا رکوردز، شبکهٔ ام‌تی‌وی را تحت فشار گذاشت، این کانال شروع به پخش «بیلی جین» و بعد «بزن به چاک» کرد. این سرآغاز شراکت طولانی مدت بین جکسون و MTV شد و به هنرمندان سیاه‌پوست اعتبار داد. محبوبیت ویدئوهای او، باعث «روی نقشه» قرار گرفتن این کانالِ تازه تأسیس شد و تمرکز برنامه‌های ام تی وی به نفع موسیقی‌های پاپ و آر اند بی، تغییر کرد. موزیک ویدئوهایی مثل تریلر مایکل جکسون، از لحاظ بی‌همتا بودن تا حد زیادی منحصر به جکسون باقی مانده‌اند در حالی که رقص‌های گروهی «بزن به چاک»، مکرراً توسط هنرمندان دیگر تقلید شده‌است. طراحی رقص «تریلر مایکل جکسون»، قسمتی از فرهنگ عامه جهانی است و مردم در همه جا از بالیوود گرفته تا زندان‌های فیلیپین به بازسازی آن پرداخته‌اند. فیلم کوتاه «تریلر مایکل جکسون»، باعث افزایش ارزش قالب موزیک ویدئو شد و نامش به عنوان «موفق‌ترین موزیک ویدئو برای همیشه» در رکوردهای جهانی گینس ثبت شده‌است. محبوبیت این موزیک ویدئوی ۱۴ دقیقه‌ای به حدی بود که MTV در هر ساعت ۲ آن را پخش می‌کرد. این موزیک ویدئو در سال ۲۰۰۹ توسط کتابخانهٔ کنگرهٔ آمریکا به فهرست گنجینهٔ فیلم‌های ماندگار ملی آمریکا (فهرست ملی ثبت فیلم) اضافه شد. تریلر مایکل جکسون نخستین و تنها کلیپ موسیقی‌ای است که نامش در بین «آثار سینمایی ماندگار» ثبت شده‌است.
در موزیک ویدئوی ۱۹ دقیقه‌ای بد جکسون از القائات جنسی و حرکات رقصی استفاده کرد، که در کارهای قبلی او دیده نشده بود. او در موقعیت‌هایی خاص، سینه، تنه یا خشتک شلوارش را به چنگ می‌گرفت یا لمس می‌کرد. در حالی که او این حرکات را به عنوان بخشی از «هنر رقص آرایی» معرفی می‌کرد، طرفداران و منتقدان واکنش‌های مختلف و متضادی در پذیرش این حرکات بروز داده‌اند. مجلهٔ تایم این حرکات را «شرم آور» خواند. در این ویدئو وسلی اسنایپس نیز حضور داشت. در آینده، افراد مشهور معمولاً در ویدئوهای جکسون به ایفای نقش‌های کوتاه می‌پرداختند. برای موزیک ویدئوی مجرم زیرک، جکسون تکنیک «حرکت مایل ضد جاذبه» را برای اجرایش اختراع کرد، که به شمارهٔ US Patent No. ۵٬۲۵۵٬۴۵۲ ثبت اختراع شد.
با اینکه موزیک ویدئوی آهنگ «تنهام بذار» به‌طور رسمی در آمریکا منتشر نشد، در سال ۱۹۸۹، برندهٔ جایزهٔ شیر طلایی بخاطر کیفیت جلوه‌های ویژهٔ بکار رفته در تولید آن شد. در ۱۹۹۰ این ترانه برندهٔ یک جایزهٔ گرمی برای «بهترین موزیک ویدئو، فرم کوتاه» شد.
جایزهٔ «هنرمند پیشگام دههٔ ام‌تی‌وی ویدئو» برای گرامیداشت دستاوردهای جکسون در فرم هنری در دههٔ هشتاد، به او داده شد. در سال بعد اسم این جایزه به افتخار جکسون به نام او تغییر کرد. سیاه یا سفید، با یک ویدئوی جنجال‌برانگیز همراه بود، که در ۱۴ نوامبر ۱۹۹۱ به‌طور هم‌زمان در ۲۷ کشور برای ۵۰۰ میلیون مخاطب افتتاح شد، وسیع‌ترین دامنهٔ مخاطب که برای یک موزیک ویدئو تاکنون ثبت شده‌است. این ویدئو حاوی سکانس‌هایی از طبیعت جنسی همراه با تصاویری از خشونت، بود.
سکانس‌های نامطبوع نیمهٔ آخر نسخهٔ ۱۴ دقیقه‌ای حذف شد تا از تحریم ویدئو جلوگیری شود و جکسون عذرخواهی کرد. مکالی کالکین (بازیگر تنها در خانه)، پگی لیپتون و جرج وندت نیز همراه با جکسون در این ویدئو حضور داشتند. این ویدئو، به ورود تکنولوژی تبدیل دیجیتالی اجسام به یکدیگر، در موزیک ویدئوها کمک کرد.
زمان رو به یاد بیار تولید پیچیده‌ای داشت، و با بیش از ۹ دقیقه زمان، یکی از طولانی‌ترین موزیک ویدئوهای اوست. محل اتفاق وقایع آن مصر باستان بود. این اثر به ارائهٔ جلوه‌های ویژه ی پیشگام پرداخت و ادی مورفی، ایمان عبدالمجید و مجیک جانسون در آن حضور داشتند، طراحی رقص این موزیک ویدئو پیچیده و متفاوت بود. ویدئوی ترانه پشت درهای بسته از نظر جنسی آتشی‌ترین ویدئوی جکسون است. سوپر مدل نائومی کمپبل، در یک رقص عاشقانه با همراهی جکسون، در این اثر حضور داشت. این ویدئو به خاطر اثری که می‌توانست القا کند در آفریقای جنوبی تحریم شد.
موزیک ویدئوی ترانهٔ جیغ به کارگردانی مارک رامنک، یکی از برجسته‌ترین آثار جکسون است، که به شدت مورد تحسین منتقدان قرار گرفته‌است. در ۱۹۹۵، این اثر نامزد ۱۱ جایزه از مراسم جوایز موسیقی ام‌تی‌وی شد _ بیش از هر موزیک ویدئوی دیگری _ و جوایز «بهترین ویدئوی رقص»، «بهترین طراحی رقص» و «بهترین کارگردانی هنری» را از آن خود کرد.
آهنگ جیغ و ویدئویی که آن را همراهی می‌کند، پاسخی بود برای ضربه‌ای که رسانه‌ها از پشت به جکسون زدند. این ویدئو به‌طور کامل به صورت سیاه و سفید فیلمبرداری شد. فادن توضیح می‌دهد که: 
مارک روایت رو نوشته بود. و ایدهٔ کلی این بود که مایکل و جنت، تنها، تو این سفینهٔ فضایی بزرگ بودن… اونا داشتن از زمین دور می‌شدن به جایی که می‌تونستند کمی تفریح کنن، یا آرامش داشته باشن. محل فیلمبرداری فضاهای مختلف سفینهٔ فضایی بود.
یک سال بعد، این اثر برندهٔ جایزهٔ گرمی برای «بهترین موزیک ویدئو، فرم کوتاه» شد. نام این موزیک ویدئو با هزینه‌ای معادل ۷ میلیون دلار،
به عنوان گران‌ترین موزیک ویدئوی جهان در کتاب رکوردهای گینس ثبت شده‌است.
ترانه زمین با یک موزیک ویدئوی گران و خوب پذیرفته شده توسط مخاطب همراه بود، که نامزد جایزهٔ گرمی برای «بهترین موزیک ویدئو، فرم کوتاه» در ۱۹۹۷ شد. موضوع ویدئو دربارهٔ محیط زیست، با تصاویری از آسیب به حیوانات، جنگل زدایی، آلودگی و جنگ بود. در این موزیک ویدئو با استفاده از جلوه‌های ویژه، زمان و زندگی به عقب برمی گردد، جنگ پایان می‌یابد و جنگل‌ها از نو می‌رویند. «ارواح» فیلم کوتاهی به نوشتهٔ جکسون و استفن کینگ و به کارگردانی استن وینستون بود، که در ۱۹۹۶ در جشنوارهٔ فیلم کن افتتاح و در ۱۹۹۷ منتشر شد. این فیلم بیش از ۳۸ دقیقه طول داشت و دارای رکورد بلندترین موزیک ویدئو در رکوردهای جهانی گینس است.

## نماهنگ‌ها
| سال  | موزیک ویدیو                            | کارگردان(ها)                | منبع   |
| ---- | -------------------------------------- | --------------------------- | ------ |
| ۱۹۷۹ | «تا به اندازه کافی گیرت نیومده بس نکن» | نیک ساکستون                 | [ ۱ ]  |
| ۱۹۷۹ | «رقص با تو»                            | بروس گوورس                  | [ ۲ ]  |
| ۱۹۸۰ | «او در زندگی‌ام نیست»                   | بروس گوورس                  | [ ۳ ]  |
| ۱۹۸۳ | «بیلی جین»                             | استیو بارون                 | [ ۴ ]  |
| ۱۹۸۳ | «بزن به چاک»                           | باب گیرالدی                 | [ ۵ ]  |
| ۱۹۸۳ | «بگو بگو بگو»                          | باب گیرالدی                 | [ ۶ ]  |
| ۱۹۸۳ | «تریلر مایکل جکسون»                    | جان لندیس                   | [ ۷ ]  |
| ۱۹۸۷ | «بد»                                   | مارتین اسکورسیزی            | [ ۸ ]  |
| ۱۹۸۷ | «حسی که تو به من میدی»                 | جو پیتکا                    | [ ۹ ]  |
| ۱۹۸۸ | «مرد درون آینه»                        | دونالد ویل‌سان               | [ ۱۰ ] |
| ۱۹۸۸ | «دایانای کثیف»                         | جو پیتکا                    | [ ۱۱ ] |
| ۱۹۸۸ | «مجرم زیرک»                            | کولین چیل ورس               | [ ۱۲ ] |
| ۱۹۸۸ | «قسمت دیگر من»                         | پاتریک کلی                  | [ ۱۳ ] |
| ۱۹۸۸ | «سرعت فریبنده»                         | کولین چیل ورس               | [ ۱۴ ] |
| ۱۹۸۸ | «جم»                                   | جری کرامر و کولین چیل ورس   | [ ۱۵ ] |
| ۱۹۸۹ | «تنهام بذار»                           | جیم بلش فیلد و پائول دینر   | [ ۱۶ ] |
| ۱۹۸۹ | «دختر لیبریایی»                        | جیم یوکیچ                   | [ ۱۷ ] |
| ۱۹۹۱ | «سیاه یا سفید»                         | جان لندیس                   | [ ۱۸ ] |
| ۱۹۹۲ | «زمان رو به یاد بیار»                  | جان سینگ لتونگ              | [ ۱۹ ] |
| ۱۹۹۲ | «پشت درهای بسته»                       | هرب ریتس                    | [ ۲۰ ] |
| ۱۹۹۲ | «جم» (با همراهی Heavy D)               | مایکل جکسون و دیوید کلوگ    | [ ۲۱ ] |
| ۱۹۹۲ | «دنیا را التیام بده»                   | جو پیتکا                    | [ ۲۲ ] |
| ۱۹۹۳ | «تسلیم من شو»                          | اندی موهاران                | [ ۲۳ ] |
| ۱۹۹۳ | «او کیست»                              | دیوید فینچر                 | [ ۲۴ ] |
| ۱۹۹۳ | «آیا آنجا خواهی بود»                   | وینسنت پترسان               | [ ۲۵ ] |
| ۱۹۹۳ | «خیلی زود رفت»                         | بیل دی‌سی‌کو                  | [ ۲۶ ] |
| ۱۹۹۵ | «تیزر تاریخ»                           | روپرت وین‌رایت               | [ ۲۷ ] |
| ۱۹۹۵ | «جیغ» (با همراهی جنت جکسون)            | مارک رومانک                 | [ ۲۸ ] |
| ۱۹۹۵ | «کودکی»                                | نیکولاس برندت               | [ ۲۹ ] |
| ۱۹۹۵ | «تو تنها نیستی»                        | وین ایسهام                  | [ ۳۰ ] |
| ۱۹۹۵ | «ترانه زمین»                           | نیکولاس برندت               | [ ۳۱ ] |
| ۱۹۹۶ | «چرا» (۳ تی با همراهی مایکل جکسون)     | رالف زیمان                  |        |
| ۱۹۹۶ | «به ما اهمیتی نمی‌دن» (نسخه برزیل)      | اسپایک لی                   | [ ۳۲ ] |
| ۱۹۹۶ | «به ما اهمیتی نمی‌دن» (نسخه زندان)      | اسپایک لی                   | [ ۳۲ ] |
| ۱۹۹۶ | «غریبه‌ای در مسکو»                      | نیکولاس برندت               | [ ۳۳ ] |
| ۱۹۹۷ | «خون روی زمین رقص»                     | مایکل جکسون و وینسنت پترسان | [ ۳۴ ] |
| ۱۹۹۷ | «ارواح»                                | استن وینستون                | [ ۳۵ ] |
| ۲۰۰۱ | «دنیای مرا باشکوه می‌کنی»               | پائول هانتر                 | [ ۳۶ ] |
| ۲۰۰۱ | «گریه»                                 | نیکولاس برندت               | [ ۳۷ ] |
| ۲۰۰۹ | «این است» (با همراهی جکسون ۵)          | اسپایک لی                   |        |
| ۲۰۱۰ | «یک شانس بیشتر»                        | مایکل جکسون                 |        |
| ۲۰۱۰ | «دستم را بگیر» (با همراهی ایکان)       | مارک پلینگتون               |        |
| ۲۰۱۱ | «امشب هالیوود»                         | وین ایسهام                  |        |
| ۲۰۱۱ | «پشت نقاب»                             | ضآننیس یو                   |        |

## فیلم‌ها
| سال  | فیلم                        | نقش                          | کارگردان              | منابع  |
| ---- | --------------------------- | ---------------------------- | --------------------- | ------ |
| ۱۹۷۸ | ویز                         | مترسک                        | Sidney Lumet          | [ ۳۸ ] |
| ۱۹۸۶ | کاپیتان ای اُ                | کاپیتان ای اُ                 | Francis Ford Coppola  | [ ۳۹ ] |
| ۱۹۸۸ | مون‌واکر                     | خودش                         | Jerry Kramer          | [ ۴۰ ] |
| ۱۹۹۷ | ارواح مایکل جکسون           | Maestro/Mayor/Ghoul/Skeleton | Stan Winston          | [ ۴۱ ] |
| ۲۰۰۲ | مردان سیاه‌پوش ۲             | Agent M (cameo)              | Barry Sonnenfeld      | [ ۴۲ ] |
| ۲۰۰۴ | دوشیزه گمشده و دختران جزیره | Agent MJ (cameo)             | Bryan Michael Stoller | [ ۴۳ ] |
| ۲۰۰۹ | این آخرش است                | خودش                         | کنی اورتگا و سونی     | [ ۴۴ ] |

## تلویزیون
«پدری تماماً دیوانه» نام اولین قسمت از سومین فصل سریال «سیمپسون‌ها» است. جکسون در این سریال به عنوان دوبلر مهمان شرکت دارد.